# Okręg Höfe
Höfe (niem. Bezirk Höfe) – okręg w Szwajcarii, w kantonie Schwyz.  
Okręg składa się z trzech gmin (Gemeinde) o powierzchni 37,60 km² i o liczbie mieszkańców 29 545.

## Gminy
1. Feusisberg
2. Freienbach
3. Wollerau